# Йеменска завирушка
Йеменската завирушка (Prunella fagani) е вид птица от семейство Завирушкови (Prunellidae). Видът е почти застрашен от изчезване.

## Разпространение и местообитание
Разпространен е в Йемен.